# Nikołaj Ostriakow
Nikołaj Aleksejewicz Ostriakow, ros. Николай Алексеевич Остряков (ur. 4 maja?/17 maja 1911 w Moskwie, zm. 24 kwietnia 1942 w Sewastopolu) – radziecki wojskowy, generał major lotnictwa, Bohater Związku Radzieckiego.

## Życiorys
Urodził się w Moskwie w rodzinie robotniczej. Ukończył 7-klasową szkołę powszechną, a następnie pracował jako ślusarz w zakładach „Czerwony Metalowiec” w Moskwie. W grudniu 1928 roku wyjechał w ramach zaciągu komsomolskiego na budowę magistrali kolejowej Turkiestańsko-Syberyjskiej, gdzie pracował jako motorniczy i mechanik kutra-holownika na rzece Irtysz. W styczniu 1930 roku wrócił do Moskwy, ukończył kurs kierowców i pracował jako kierowca autobusu miejskiego do 1931 roku.
Następnie rozpoczął naukę w szkole pilotów Cywilnej Floty ZSRR, którą ukończył w grudniu 1932 roku. Po jej ukończeniu pozostał w szkole jako pilot-instruktor. W styczniu 1933 roku rozpoczął pracę jako starszy pilot w Wyższej Szkole Spadochronowej Osoawiachimu i równocześnie odbywał tam przeszkolenie spadochronowe. W tym czasie brał udział w testowaniu nowych konstrukcji spadochronów. Szkołę ukończył w maju 1934 roku. 10 sierpnia 1934 roku jako jeden z pierwszych otrzymał tytuł „Mistrza sportu spadochronowego ZSRR”.
W czerwcu 1934 roku został powołany do wojska i rozpoczął pracę jako starszy pilot i instruktor służby spadochronowo-desantowej w specjalnej szkole NKWD Okręgu Ukraińskiego, stanowiska te zajmował do listopada 1936 roku.
W listopadzie 1936 roku na ochotnika wyjechał do Hiszpanii, gdzie uczestniczył w wojnie domowej po stronie republikańskiej, będąc pilotem samolotu bombowego SB-2, dowódcą eskadry i dywizjonu samolotów bombowych. Brał udział w walkach pod Guadalajarą, gdzie brał udział w bombardowaniu włoskich oddziałów „Czarnych Piór”. W dniu 29 maja 1937 roku dowodził parą samolotów, które zbombardowały i uszkodziły niemiecki "pancernik kieszonkowy" "Deutschland" w pobliżu wyspy Ibiza. W Hiszpanii przebywał do listopada 1937 roku, wykonując do tego czasu 250 lotów bojowych.
Po powrocie do kraju w grudniu 1937 roku został dowódcą 71 Brygady Lotniczej, a następnie od marca 1938 roku 40 Pułku Lekkich Bombowców w siłach powietrznych Floty Czarnomorskiej.  Od marca do września 1938 roku był dowódcą 29 Brygady Lotniczej, a następnie zastępcą dowódcy sił powietrznych Floty Oceanu Spokojnego. W tym czasie w okresie od listopada 1940 do kwietnia 1941 roku ukończył kurs doskonalący wyższych dowódców przy Akademii Wojenno-Morskiej im. Woroszyłowa.

## II wojna światowa
W listopadzie 1941 roku został dowódcą sił powietrznych Floty Czarnomorskiej. Dowodził nimi w czasie obrony Sewastopolu i operacji kerczeńsko-teodozyjskiej. W tym czasie osobiście wykonał ponad 100 lotów bojowych.
Zginął w dniu 24 kwietnia 1942 roku w czasie niemieckiego nalotu na warsztaty naprawy samolotów w Sewastopolu, w czasie gdy je kontrolował.
Pochowany został w Sewastopolu na cmentarzu Kommunarow.
W dniu 14 czerwca 1942 roku pośmiertnie został wyróżniony tytułem  Bohatera Związku Radzieckiego za wzorowe wypełnianie obowiązków i osobiste męstwo w czasie walki z wrogiem.

## Awanse
- generał major (4 czerwca 1940)

## Odznaczenia
- Medal "Złota Gwiazda" Bohatera Związku Radzieckiego (14 czerwca 1942)[3]
- Order Lenina
- Order Czerwonego Sztandaru (dwukrotnie)
- Order Czerwonej Gwiazdy